# نايجل بيكر (دبلوماسي)
نايجل بيكر (بالإنجليزية: Nigel Baker)‏ هو دبلوماسي بريطاني، ولد في 9 سبتمبر 1966.